# Калина красная (фильм)
«Кали́на кра́сная» — советский полнометражный цветной драматический художественный фильм 1973 года режиссёра и сценариста Василия Шукшина, снятый по его одноимённой повести на киностудии «Мосфильм». Последняя режиссерская работа Шукшина (он скончался через полгода после выхода фильма в прокат).
На экраны Советского Союза кинокартина вышла 25 марта 1974 года. Фильм стал абсолютным лидером советского кинопроката 1974 года (его посмотрели 62,5 миллиона зрителей).
Единственный из шести фильмов Василия Шукшина, снятый им на цветную киноплёнку.
В 2019 году киноконцерн «Мосфильм» выполнил цифровую реставрацию изображения и звука фильма в PAL и снова выпустил его в прокат.

## Сюжет
Вор-рецидивист Егор Прокудин по прозвищу «Горе» выходит на свободу после очередной отсидки. На вопрос начальника колонии о дальнейших планах Егор отвечает, что поедет в деревню Ясное к Любе Байкаловой, с которой переписывался отбывая наказание. В областном центре Егор встречается со своими бывшими сообщниками — Губошлёпом, Бульдей и Люсьеной. Те зовут его на новое дело, но Егор намерен отдохнуть. Сходку преступников окружают сотрудники милиции. Егор уводит погоню за собой. Избежав поимки, он отправляется к Любе. Она знакомит его со своими родителями. Брат Любы Пётр приглашает Егора попариться в бане, но тот по недомыслию ошпаривает его. В деревне обсуждают нового знакомого Любы. Люба окончательно не разорвала отношения с бывшим мужем, пьяницей и дебоширом Николаем.
Егор уезжает в город, предупредив Любу, что может не вернуться. Он получает от сообщников переводом крупную сумму денег и первым делом направляется в ресторан. Егор договаривается с официантом и устраивает на съёмной квартире банкет, чтобы отпраздновать освобождение, на который приглашает незнакомых людей. Егор некоторое время гуляет, сорит деньгами, но «разврат» не доставляет ему удовольствия. Он возвращается в Ясное, встречается с Любой, мирится с Петром, устраивается водителем в колхоз и хочет навсегда осесть в деревне.
Егор вместе с Любой навещает живущую на отшибе старушку Куделиху. После разговора Егор в слезах признаётся Любе, что это его мать, которая не видела его с юности. Он не решается вернуться и признаться ей. В дом является Николай с двумя друзьями, они собираются избить Егора, но отступают, когда безоружный Егор залезает в карман, убоявшись придуманной им гранаты.
Егор отказывается работать шофёром у председателя колхоза и пересаживается на трактор. К нему приезжает бывший сообщник. Егор отказывается возвращаться к криминалу и просит передать решение остальным. В ходе посевной Егор замечает автомобиль «Волга» и своих знакомых — Губошлёпа и компанию. Люба, услышав о появлении воров, спешит с Петром к Егору. Они находят Егора с огнестрельным ранением в живот. Егор умирает.
Преступники ждут парома на пирсе. Нагнавший их на грузовике Пётр таранит их машину и отправляет участников банды (кроме Шурки) в воду. Пётр вылезает на крышу кабины, преступники так и не всплывают.

## В ролях
- Лидия Федосеева-Шукшина — Люба Байкалова
- Василий Шукшин — Егор (Георгий Николаевич) Прокудин
- Иван Рыжов — Фёдор Байкалов, отец Любы и Петра
- Мария Скворцова — мать Любы и Петра
- Алексей Ванин — Пётр Байкалов, брат Любы
- Мария Виноградова — Зоя Байкалова, жена Петра
- Афимия Быстрова — Куделиха, мать Егора Прокудина[9]
- Жанна Прохоренко — Лидия Викторовна Гамельтова, работник прокуратуры
- Лев Дуров — Сергей Михайлович, официант
- Александр Горбенко — Коля, бывший муж Любы
- Николай Граббе — начальник колонии
- Николай Погодин — Андреич, директор совхоза
- Георгий Бурков — Губошлёп, главарь воровской «малины»
- Татьяна Гаврилова — Люсьен, член воровской «малины»
- Артур Макаров — Бульдя, член воровской «малины»
- Олег Корчиков — Шурка, член воровской «малины»

### В эпизодах
- Наталья Гвоздикова — телефонистка
- Татьяна Ухарова — лучшая подруга Любы Байкаловой
- Ия Арепина — сестра Егора Прокудина
- Александр Саранцев — Саша, гость у Байкаловых
- Алла Мещерякова — гостья на «празднике жизни»
- Наталья Крачковская — гостья на «празднике жизни» (нет в титрах)
- Борис Битюков — гость на «празднике жизни» (нет в титрах)
- Маргарита Жарова — официантка (нет в титрах)

## Съёмочная группа
- Сценарий и постановка: Василия Шукшина
- Оператор-постановщик: Анатолий Заболоцкий
- Художник-постановщик: Ипполит Новодерёжкин
- Композитор: Павел Чекалов
- Звукооператор: Виктор Беляров
- Дирижёр: Иван Шпиллер
- Монтаж: Е. Михайловой
- Грим: И. Байковой
- Костюмы: А. Докучаевой
- Консультант генерал внутренней службы: Фёдор Кузнецов
- Оператор: А. Бобров
- Редактор: И. Сергиевская
- Ассистенты:
  - режиссёра: В. Селезнёв, А. Шакин
  - оператора: А. Пахомов
- Директор картины: Герман Крылов

## История создания фильма
Изначально Василий Шукшин планировал снять художественный фильм о крестьянском восстании под предводительством Степана Разина (1667—1671) по своему роману «Я пришёл дать вам волю» (1969), но худсовет киностудии сценарий не пропустил, поставив автору условие — снять сначала киноленту о советской современности. Вследствие нервного напряжения у Шукшина обострилась язва желудка, и он попал в больницу, где за короткий срок написал повесть без названия о своих современниках. Рукопись повести первой прочитала его супруга Лидия Федосеева-Шукшина, после чего предложила назвать её «Калина красная». Так называлась популярная песня советского композитора-песенника Яна Френкеля (стихи народные), которую она спела Шукшину во время их знакомства. Такое же название получил и будущий фильм, но сама песня в нём не прозвучала из-за невозможности купить права у композитора, так как бюджет фильма был крайне низким. Было решено заменить песню «Калина красная» на «Вечерний звон» (стихи Ивана Козлова, музыка Александра Алябьева).
Приказ о запуске производства фильма вышел 1 марта 1973 года. Он был снят в кратчайшие сроки: между началом съёмок картины и выходом фильма на экран прошло меньше года.
Для производства картины о бывшем уголовнике режиссёру была выделена устаревшая кинотехника и малопрофессиональная команда. Госкино выделило на картину всего 3 600 метров дефицитной тогда плёнки «Кодак», а нужно было в шесть раз больше.
Часть съёмок проходила в деревне Садовая Белозерского района Вологодской области (на момент съёмок деревня называлась Мериново). Из десяти домов деревни половина была задействована в съёмках. Сцены приезда Егора к Любе и их первого разговора в чайной сняты в деревне Тимонино. Здание чайной было переоборудовано специально для съёмок из столовой. К ней была пристроена веранда, на которой они сидели. Специально построили автобусную остановку.
Исправительная колония, из которой в начале фильма выходит на свободу заключённый Егор Прокудин, — это ФКУ ИК-5 УФСИН России по Вологодской области (ранее — ИК 256/5), расположенная на острове Огненном (озеро Новозеро, Вологодская область) и больше известная как «Огненный остров» или «Вологодский пятак».
На роль Куделихи, матери Егора, была утверждена народная артистка СССР Вера Марецкая, но в самом начале съёмок она отказалась сниматься, так как не захотела предстать в образе дряхлой старухи. Тогда Шукшин уговорил исполнить эту роль жительницу деревни Мериново, пожилую крестьянку Овфимию (Евфимию) Быстрову (1892—1976), чья история жизни совпадала со сценарием: «Вы про жизнь свою рассказывайте, а на камеру не смотрите». Быстрова, потерявшая во время Великой Отечественной войны трёх сыновей и не видевшая ещё одного сына двадцать лет, просто рассказывала о них Лидии Федосеевой-Шукшиной. После премьеры Быстрова стала всесоюзной знаменитостью. Скончалась в 1976 году в одиночестве — замёрзла на печке в своём деревенском домике. В 2003 году односельчане поставили на её могиле памятник, фотография для которого была взята из кадра фильма.
В эпизодической роли конферансье тюремного концерта снялся заместитель директора картины.
После просмотра готового фильма в декабре 1973 года комиссия Госкино потребовала произвести многочисленные исправления. Язвенная болезнь Шукшина снова обострилась, и он был госпитализирован. Доверить монтаж своей картины кому-нибудь другому режиссёр не мог. Пролежав некоторое время в больнице на Погодинской улице, он сбежал, чтобы лично заняться правками. По указанию комиссии Шукшин вырезал из текста слова матери Егора о пенсии «Поживи-ка ты сам на 17 рублях пенсии!», реплику Егора «Живём, как пауки в банке. Вы же знаете, как легко помирают», произвёл ряд сокращений в рассказе матери и в сцене разврата, а также убрал отдельные эпизоды и планы, заостряющие предметный мир фильма: обнимающуюся пару в малине, поломанные доски карусели, женщину у телеги с собакой, толстую женщину в сцене в чайной, весь эпизод около бильярда и заключительный план матери Егора в окне. Вследствие выполненных исправлений фильм стал короче на восемьдесят метров (2 867 вместо 2 947). Результат по-прежнему не удовлетворил руководство, однако картина была выпущена, потому что комиссия опасалась смерти режиссёра, узнав обстоятельства его болезни. Кроме того, это совпало по времени с приближающимся 50-летием киностудии «Мосфильм», во время празднования которого член Политбюро ЦК КПСС Николай Подгорный произнёс речь о поддержке реализма в советском киноискусстве.

## Оценки
После премьеры режиссёр получил несколько писем от воров в законе, которые критиковали его за недостоверность. В этих письмах опровергалось мнение о том, что отошедших от воровской жизни убивают бывшие «коллеги».
Журнал «Советский экран» в рамках «Круглого стола» привёл разноречивые мнения зрителей о фильме и оценки критиков. В частности, критик Вера Шитова утверждала, что «„Калина красная“ — фильм очень важный со всех точек зрения» и «это фильм, который берёт за живое».
Кинокритик Инна Левшина написала: «Откуда это чувство светлой печали — от признанного теорией катарсиса — очищения трагедией, или от благодарности за полтора часа, проведённых в сострадании, или — просто — от всегда неожиданного удивления, рождаемого встречей с человеческой Талантливостью».
Критик Константин Рудницкий писал, что «игра Шукшина в этом фильме — великое мужество откровенности и самораскрытия». В «Калине красной» Шукшин «выразил себя с недостижимой прежде полнотой и красотой».
Киновед Юрий Тюрин подробно рассмотрел фильм, отметив, что кинокартина имела «всенародный триумф».
Культуролог Наталья Кириллова писала, что в этом фильме «поражает … достоверность, трогательность и простота рассказа о Егоре Прокудине — человеке с трудной судьбой…».
Немецкий кинорежиссёр и сценарист Р. В. Фассбиндер включил картину «Калина красная» в число десяти своих самых любимых фильмов.

## Награды
- 1974 — лучший фильм года по версии журнала «Советский экран», а Василий Шукшин — лучший актёр года.
- 1974 — главный приз на VII Всесоюзном кинофестивале в Баку.
- 1974 — приз польских кинокритиков «Варшавская сирена» за лучший иностранный фильм 1973 года, показанный в Польской Народной Республике (ПНР).

## Реставрация фильма в 2019 году
В 2019 году «Мосфильм» провёл цифровую реставрацию фильма в формате 4K.